# Mónica García de la Fuente
Mónica García de la Fuente (Ciudad de México, 10 de julio de 1980) es una abogada y política mexicana, que como integrante de la bancada del Partido Verde Ecologista de México (PVEM) fue diputada federal de 2012 a 2015.

## Biografía
Es licenciada en Derecho egresada del Instituto Tecnológico Autónomo de México (ITAM) y cuenta con un diplomado en Derecho Electoral. Ha ejercido como docente de la asignatura de Telecomunicaciones y Ley Electoral, y en el diplomado de Postgrado de Periodismo Jurídico del mismo ITAM.
En 2003 fue abogada en la dirección Jurídica del Instituto Federal Electoral, de 2004 a 2006 fue abogada fiscal en el despacho Chevez Ruiz Zamarripa y Cia. y de 2006 a 2010 asociada jurídica en el despacho Diseño Legal Integral. También fue asesora jurídica del Partido Nueva Alianza, de Grupo Televisa, protesorera del consejo directivo de la Cámara Nacional de la Industria de Radio y Televisión (CIRT), y ejerció como asesora independiente en 2011.
En 2009 fue candidata del PVEM a diputada federal plurinominal, pero no logró ser elegida para dicho periodo. Fue postulada y elegida tres años después, por la misma vía de la representación proporcional a la LXII Legislatura de 2012 a 2015. En la Cámara de Diputados fue secretaria de las comisiones de Ciencia y Tecnología; y, de Gobernación; así como integrante de las comisiones de Educación Pública y Servicios Educativos; de Promoción del Desarrollo Regional; y, Para indagar el funcionamiento de las instancias del gobierno federal relacionadas con el otorgamiento de permisos para juegos y sorteos; así como secretaria de la Mesa Directiva de 2013 a 2014. Durante este periodo fue señalada como integrante de la denominada «Telebancada», el nombre informal que se daba a los diputados, sobre elegidos por el PVEM, que habían llegado al cargo impulsados por Televisa.
Tras concluir su periodo como diputada, en septiembre de 2015 se hizo pública su relación de pareja con quien se ocupó el cargo de vicepresidente de la Nación Argentina en fórmula con la presidenta Cristina Fernández de Kirchner, Amado Boudou; en dicho momento se especuló en los medios de comunicación como se habrían conocido, mencionándose entre las posibilidades de que hubiera sido inicios de dicho año durante viajes de Boudou a México y de García de la Fuente a Argentina en sus respectivas funciones gubernamentales. A inicios de 2018, Boudou y García de la Fuente fueron padres de mellizos.